# Àcid oxoacètic
L'àcid oxoacètic, abans conegut com a àcid glioxílic, és un compost orgànic de la classe dels àcids carboxílics. Junt amb l'àcid acètic, l'àcid glicòlic i l'àcid oxàlic és un dels àcids carboxílics de dos carbonis (C₂). És un sòlid incolor que es troba de manera natural en la natura i és útil industrialment.

## Estructura i nomenclatura
L'àcid oxoacètic normalment es descriu amb la fórmula química OCHCO₂H, és a dir contenint un grup funcional aldehid. De fet, la fórmula per l'àcid oxoacètic és realment (HO)₂CHCO₂H, descrita com un "monohidrat."

## Preparació
Aquest compost es forma per oxidació orgànica de glioxal amb àcid nítric calent. l'ozonòlisi de l'àcid maleic també és efectiva.
La base conjugada de l'àcid oxoacètic rep el nom d'oxoacetat o glioxilat. El glioxilat és un intermedi del cicle del glioxilat que permet organismes com els bacteris, fongs i plantes convertir àcids grassos a carbohidrats. El glioxalat és el subproducte del procés d'amidació de biosintesis de diversos pèptids amidats.

### Derivats fenòlics
La seva condensació amb fenols és versàtil. El producte immediat és l'àcid 4-hidroximandèlic. Aquesta espècie química reacciona amb amoni per donar hidroxifenilglicina, un precursor de l'amoxicil·lina. Amb la reducció de l'àcid 4-hidroximandèlic s'obté àcid 4-hidroxifenilacètic, un precursor de la droga atenolol. La condensació amb guaiacol en lloc del fenol proporciona una ruta per la vanil·lina, una formilació neta.

## Seguretat
Aquest compost no és gaire tòxic amb una LD50 per rates de 2.500 mg/kg.